# Menemerus felix
Menemerus felix är en spindelart som beskrevs av Henry Roughton Hogg 1922. Menemerus felix ingår i släktet Menemerus och familjen hoppspindlar. Inga underarter finns listade i Catalogue of Life.